# David Rockefeller Center for Latin American Studies
David Rockefeller Center for Latin American Studies (DRCLAS) é uma organização fundada em 1994, dentro da Universidade Harvard para estudos sobre a América Latina,, que trabalha para aumentar o conhecimento das culturas, economias, histórias, meio ambiente e assuntos contemporâneos do passado e do presente dos países latino-americanos. A sede do Centro está localizada em Cambridge, Massachusetts, na Universidade de Harvard. O DRCLAS também tem escritórios no Brasil e no Chile.

## Missão
- Ampliar a pesquisa e o ensino sobre a América Latina e áreas afins da Universidade Harvard;
- Fortalecer os laços entre Harvard e instituições na América Latina;
- Melhorar a compreensão pública da América Latina nos Estados Unidos e no exterior.

## Visão geral
O David Rockefeller Center for Latin American Studies é uma das 11 iniciativas interfaculdade de Harvard, supervisionados pelo Gabinete do Reitor da Universidade, com uma unidade administrativa na Faculty of Arts and Sciences (em tradução para o português Faculdade de Artes e Ciências, sendo que o conceito de “Artes” engloba o que nos países de língua portuguesa é denominado como “Ciências Humanas”). A estrutura do Centro reflete o seu mandato interdisciplinar: O Comitê Executivo é composto por oito membros seniores do corpo docente de toda a Universidade. Além disso, um Comitê de Política ajuda a direcionar o desenvolvimento do Centro.
Enquanto o Centro não é uma unidade de ensino da Universidade, ele contribui para a missão de ensino de Harvard. O Centro apoia projetos de investigação dirigidos pelo corpo docente e conferências acadêmicas. Ele fornece recursos para alunos fundos que querem aprender mais sobre a América Latina através da investigação, estudo, trabalho ou voluntariado na região. O Centro também oferece financiamento para subscrever viagens de campo pela América Latina e desenvolver novos cursos com conteúdo latino-americano.
O DRCLAS foi fundado em 1994 como uma iniciativa para promover a alta qualidade de ensino e pesquisa na América Latina e áreas afins da Universidade Harvard. Neil L. Rudenstine, então presidente da universidade, e David Rockefeller compartilhavam a ideia de que Harvard deve ser intelectualmente preparada para responder às reais mudanças nas Américas, resultantes de transições democráticas e de reestruturação econômica.
Harvard foi posicionada para enfrentar esses desafios. Enquanto muitas universidades estadunidenses tiveram que reduzir o tamanho de seus programas de estudos latino-americanos na década de 1990, reduzindo o número de especialistas do corpo docente e educando menos alunos, Harvard foi beneficiado pela esperança compartilhada entre o presidente Rudenstine e David Rockefeller para desenvolver um centro de estudos latino-americanos em paralelo a centros de Harvard para a Europa, Oriente Médio, Rússia e restante da Ásia. Eles imaginaram o Centro como a pedra acadêmica angular de uma nova relação entre Estados Unidos e os países da América Latina, e como um exemplo influente para outras universidades.
"O Centro será ancorado na Faculdade de Artes e Ciências, mas seu alcance é, deliberadamente, de toda a Universidade", disse o presidente Rudenstine na inauguração do Centro, em 1994. "Será um fórum natural para a discussão de políticas públicas, das artes e humanidades e da maneira com que a América Latina está relacionado com a Ibéria, o resto da Europa, o Pacífico, e, claro, o nosso próprio país."
Desde a sua fundação, o Centro tem supervisionado a criação de seis cátedras  com recursos de Harvard, dedicadas ao estudo da América Latina. O Centro Center's Robert F. Kennedy Visiting Professorship program and the Visiting Scholars and Fellows Program (programa de professor e pesquisadores visitantes), tem permitido ao Centro possibilitar que os principais estudiosos da América Latina possam permanecer um tempo em Harvard. O Centro tornou-se conhecido entre os membros do corpo docente e alunos como um dos mais empreendedoras e criativas de todas as iniciativas de Harvard, fornecendo amplo suporte para pesquisas inovadoras de professores e alunos.
DRCLAS tem desempenhado um papel fundamental no estabelecimento de Harvard como uma instituição líder nos Estados Unidos para estudos latino-americanos. Em 2000, o Departamento de Educação dos EUA reconheceu Harvard como um Centro Nacional de Recursos para o Estudo da América Latina através da atribuição de um Centro de concessão do Título VI - uma honra que repetiu duas vezes: em 2003 e 2006.
O perfil internacional de Harvard como uma das universidades mais importantes do mundo, além disso, permite que o Centro para ajudar a focar a atenção de acadêmicos, políticos, jornalistas e líderes empresariais sobre as questões mais interessantes enfrentadas pela América Latina na atualidade. O Centro coordena as relações da Universidade com mais de 60 parceiros institucionais e centenas de pessoas na América Latina.
Em agosto de 2002 a Universidade estabeleceu um Escritório Regional em Santiago, Chile. O escritório presta apoio aos docentes e alunos de Harvard nos países do Sul, como Argentina, Chile e Uruguai, bem como, Bolívia e Peru.
Em maio de 2006, o Centro lançou um Programa de Estudos sobre o Brasil, seguido, em junho de 2006, pela abertura de um escritório no Brasil em São Paulo. Os esforços conjuntos dos membros do corpo docente da Universidade Harvard, estudantes de diversas disciplinas, e suporte de Jorge Paulo Lemann, permitem que este Programa de Estudos convoque peritos nos Estados Unidos e no exterior para expandir e diversificar a pesquisa e o ensino acerca do Brasil na Universidade.
O United States Department of Education novamente concedeu ao Centro um "Título VI" National Resource Center (NRC) para Estudos Latino-Americanos em 2006, sendo o terceiro o prêmio NRC do Centro, atribuindo ao DRCLAS amplo reconhecimento como líder na promoção de estudos latino-americanos no ensino superior.